# Grootoog
De grootoog (Priacanthus arenatus) is een straalvinnige vissensoort uit de familie van de grootoogbaarzen (Priacanthidae). De wetenschappelijke naam van de soort is voor het eerst geldig gepubliceerd in 1829 door Cuvier.